# Wauwil
Wauwil ist eine politische Gemeinde im Wahlkreis Willisau des Kantons Luzern in der Schweiz.

## Geographie
Der Ort liegt an der Strasse Sursee–Dagmersellen zwischen dem Südhang des Santenberg und dem Wauwilermoos, das bis 1859 vom Wauwilersee bedeckt war. Abgesehen vom am Santenberg liegenden Cholrütiwald nördlich und dem östlich des Dorfs gelegenen Breitloo kennt die Gemeinde keine Waldgebiete. Am Südhang des Santenbergs liegen, von West nach Ost, die Siedlungen Engelberg (621 m ü. M.) und Schönbühl/Berghof (639 m ü. M.). Früher waren die Siedlungen Wauwilerberg (nordöstlich), Sonnhalden und Sternmatt/Obermoos (östlich) eigenständige Weiler, doch sind sie genau wie der Nachbarort Egolzwil im Westen mittlerweile mit Wauwil-Dorf zusammengewachsen. Daneben gibt es am Santenberg und im Wauwilermoos noch einige freistehenden Gehöfte. Der tiefste Punkt der Gemeinde ist beim Falkenhof im Wauwilermoos auf 498 m ü. M., der höchste Punkt im Cholrütiwald auf 689 m ü. M.
Durch die Trockenlegung des Wauwilersees und später des Wauwilermooses für den Torfabbau kamen grosse landwirtschaftliche Nutzflächen dazu. Sie bedecken 67,0 % des Gemeindegebiets. Fast ein Viertel des Gemeindeareals (23,5 %) ist Siedlungsfläche, und ein Elftel (9,2 %) des Gemeindeareals sind bewaldet (Stand 2015/16).
Wauwil grenzt an Dagmersellen, Egolzwil, Ettiswil, Mauensee und Schötz.

## Bevölkerung
Die Einwohnerzahl sank von 1850 bis 1860 (− 13,6 %). Dem folgte ein starkes Bevölkerungswachstum bis ins Jahr 1910 (1860–1910: + 51,3 %), was damals sehr untypisch für Luzerner Landgemeinden war. Grund für dieses ungewöhnliche Wachstum waren der Bau der Bahnlinie Olten–Emmenbrücke, die Torfstecherei und die Gründung einer Glashütte. Von 1920 an wuchs die Zahl der Einwohner ein halbes Jahrhundert lang fortwährend auf mehr als das Doppelte an (1920–1970: + 118,2 %). In den 1980er-Jahren kam es zu einem weiteren starken Anstieg, bis Ende der 1990er-Jahre stagnierte die Bevölkerung aber. Seit dem Jahr 2005 steigt die Bevölkerung aufgrund reger Zuzüge wieder kontinuierlich an.
Quelle: Bundesamt für Statistik; 1850 bis 2000 Volkszählungsergebnisse, 2010 ESPOP, seit 2011 STATPOP

### Sprachen
Die Bevölkerung benutzt als Alltagssprache eine hochalemannische Mundart. Bei der letzten Volkszählung im Jahr 2000 gaben 81,39 % Deutsch, 6,70 % Serbisch und 4,31 % Albanisch als Hauptsprache an.

### Religionen – Konfessionen
Früher waren alle Bewohner Mitglied der Römisch-Katholischen Kirche. Durch Kirchenaustritte und Zuwanderung aus anderen Regionen der Schweiz und dem Ausland hat sich dies geändert. Heute (Stand 2000) sieht die religiöse Zusammensetzung der Bevölkerung wie folgt aus: Es gibt 67,92 % römisch-katholische, 9,81 % orthodoxe und 5,98 % evangelisch-reformierte Christen. Daneben findet man 6,16 % Muslime, 3,35 % Konfessionslose und 1,14 % Angehörige anderer nichtchristlicher Religionen. Sowohl die Orthodoxen wie auch die Muslime kommen aus dem früheren Jugoslawien (Serben, Montenegriner, Mazedonier, Albaner und Bosniaken). Bei den Mitgliedern anderer nichtchristlicher Bekenntnisse handelt es sich um Hindus tamilischer Herkunft.

### Herkunft – Nationalität
Ende 2022 zählte die Gemeinde 2558 Einwohner. Davon waren 1978 Schweizer Staatsangehörige und 580 (= 22,7 %) Menschen anderer Staatsangehörigkeit. Die grössten Zuwanderergruppen kommen aus dem Kosovo und Deutschland (je 87 Menschen), Serbien (73), Portugal (51), Nordmazedonien (43) und Italien (42).

## Geschichte

Luftbild (1964)

Erstmals erwähnt wird Wawile im Jahr 1070, als der Abt Seliger vom Kloster Einsiedeln, der aus der Familie der Herren von Wolhusen stammte, seinem Kloster einen Meierhof zu Wauwil vermachte. Die Gemeinde muss allerdings schon viel früher besiedelt worden sein wie die ganze Gegend rund um den ehemaligen Wauwilersee (im 6. Jahrtausend vor Christus). Die Gemeinde geriet 1407 durch Kauf unter die Herrschaft der Stadt Luzern, nachdem sie vorher den Habsburgern gehört hatte. Die Stadt erwarb zwischen 1450 und 1515 auch die niedere Gerichtsbarkeit. Wauwil bildete so bis 1798 einen Teil der Landvogtei Willisau. Danach war sie dem Distrikt Altishofen zugehörig, ehe sie 1803 zum neu gegründeten Amt Willisau kam. Im Jahr 1853 wurde der Wauwilersee trockengelegt, und es entstand so das Wauwilermoos.
Die paläolithisch-neolithischen Pfahlbausiedlungen im Wauwilermoos stehen unter Kulturgüterschutz.

## Politik

### Gemeinderat
Der Gemeinderat Wauwil besteht aus fünf Mitgliedern und ist wie folgt aufgestellt (Legislatur 2020–2024):
- Ivo Kreienbühl (Die Mitte): Gemeindepräsident[7]
- Daniel Keusch (Die Mitte): Ressort Finanzen und Bau[7]
- René Schönauer (parteilos): Ressort Soziales[7]
- Alwin Roos (Die Mitte): Ressort Bildung[7]
- Sladjana Lecic (FDP): Ressort Kultur und Umwelt[7]

### Kantonsratswahlen
Bei den Kantonsratswahlen 2023 des Kantons Luzern betrugen die Wähleranteile in Wauwil: Mitte 38,40 %, SVP 22,02 %, FDP 18,89 %, SP 8,60 %, glp 6,75 % und Grüne 5,33 %.

### Nationalratswahlen
Bei den Schweizer Parlamentswahlen 2023 betrugen die Wähleranteile in Wauwil: Mitte 30,6 %, SVP 27,2 %, FDP 19,6 %, SP 8,6 %, glp 5,9 %. Grüne 5,4 %, übrige 2,8 %.

## Verkehr
Wauwil liegt an der Bahnlinie Luzern–Olten und hat einen eigenen Bahnhof. An der S-Bahn-Haltestelle hält zusätzlich zur S-Bahn (S8) ein RegionalExpress-Zug (RE) pro Stunde und Richtung. Der Bahnhof zeichnet sich durch die unmittelbare Nähe zum Dorfzentrum sowie durch eine grosse Anzahl von Parkplätzen aus.
Wauwil liegt an der Strasse Sursee–Nebikon. Die nächstgelegenen Autobahnanschlüsse sind Dagmersellen in 7 km und Sursee in 9 km Entfernung (jeweils in ca. 10 Minuten Fahrzeit zu erreichen). Beide liegen an der A2.

## Sehenswürdigkeiten
Weitherum bekannt ist das Wauwilermoos. Wauwil gab dieser Ebene den Namen; sie gehört jedoch zu mehreren Gemeinden. Ein Spaziergang durch die traumhafte Moorlandschaft ist eine wahre Entdeckungsreise. Die intakte Naturlandschaft ist Lebensraum für zahlreiche Tier- und Pflanzenarten (Naturschutzgebiet). Die Strafanstalt Wauwilermoos liegt nicht auf Gemeindegebiet von Wauwil, sondern in der Nachbargemeinde Egolzwil.

## Bilder

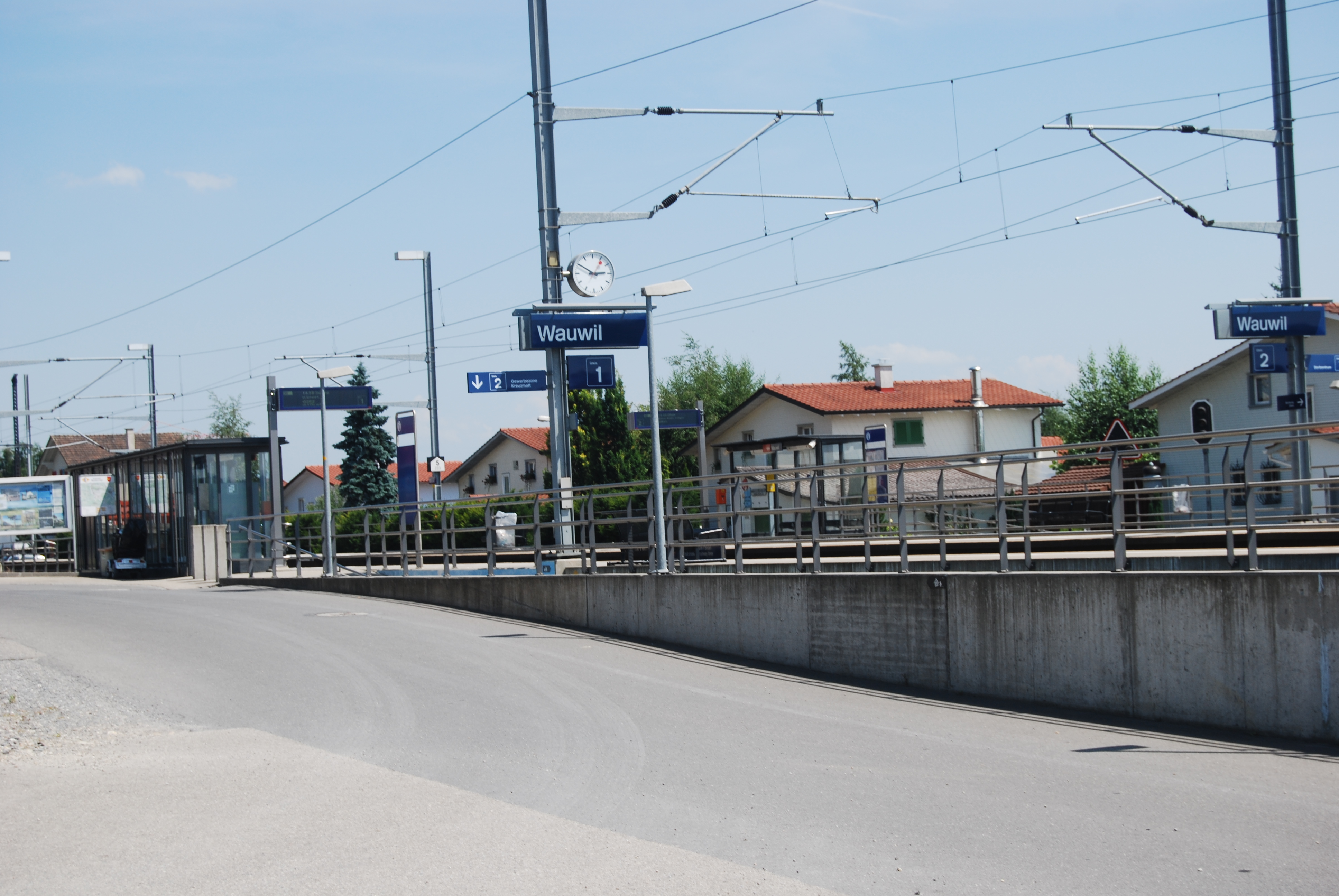
Bahnhof Wauwil
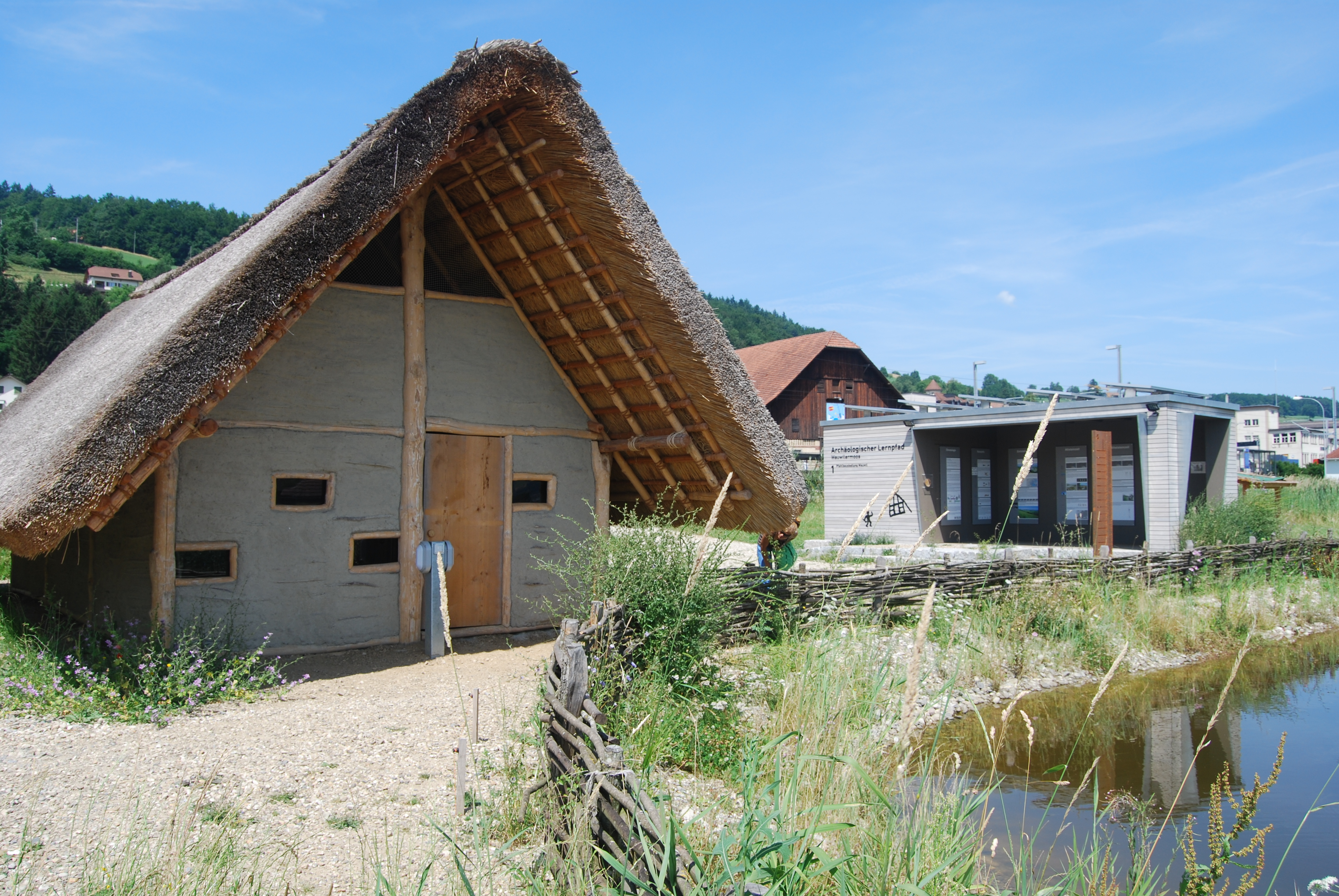
Archäologischer Lernpfad Wauwil
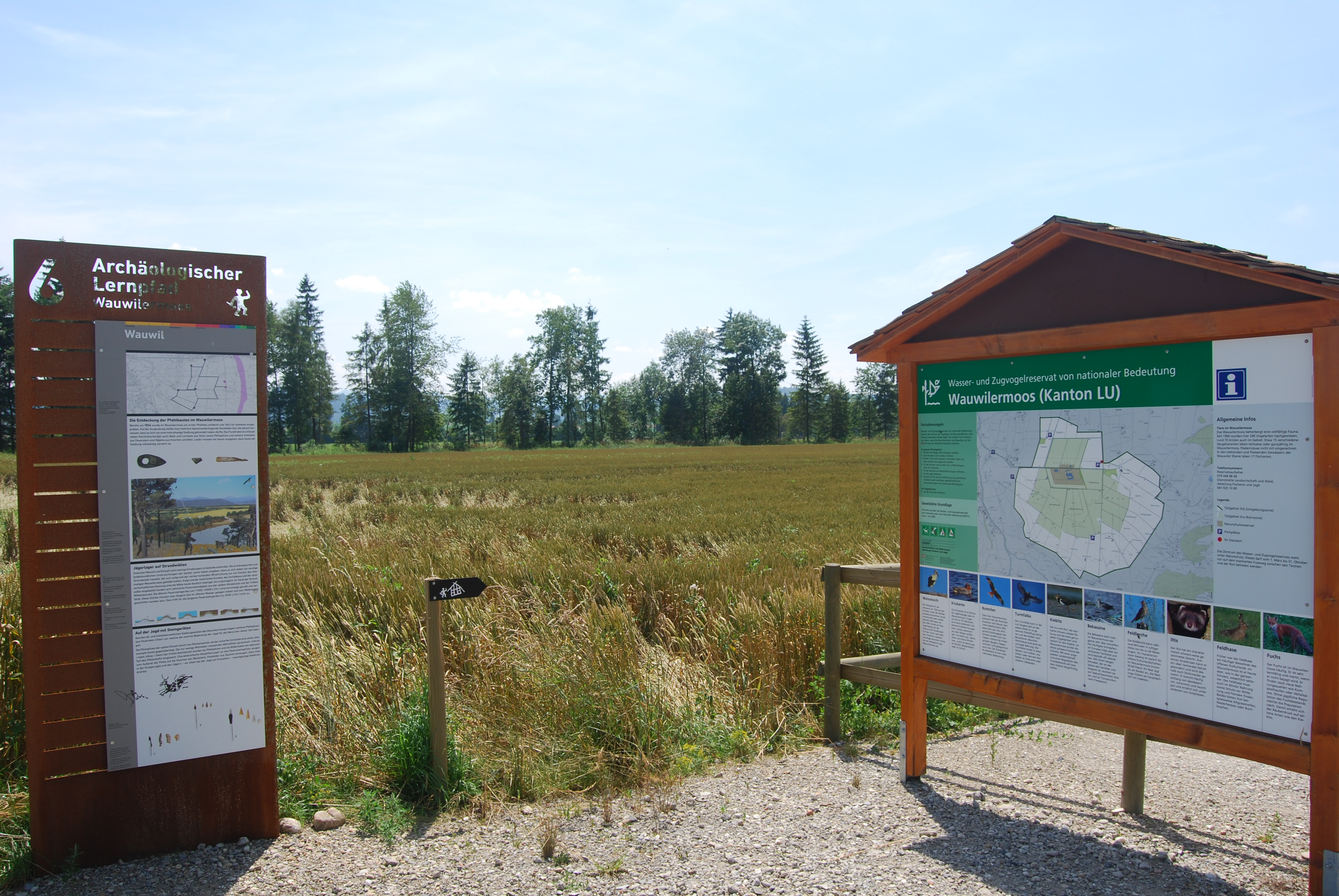
Wauwilermoos